# Senior League World Series 2012
Die Senior League World Series 2012 war die 52. Austragung der Senior League Baseball World Series, einem internationalen Baseballturnier für Knaben zwischen 13 und 16 Jahren. Gespielt wurde in Bangor, Maine.

## Teilnehmer
Die zehn Mannschaften bildeten eine Gruppe aus sechs Mannschaften aus den Vereinigten Staaten und eine Gruppe aus vier internationalen Mannschaften.
| Vereinigte Staaten                    | International                                                    |
| ------------------------------------- | ---------------------------------------------------------------- |
| Bangor, Maine Gastgeber               | Auckland, Neuseeland Region Asien-Pazifik                        |
| Auburn, Massachusetts Region Ost      | Emilia, Italien Region Europa, Mittlerer Osten und Afrika (EMEA) |
| Brevard County, Florida Region Südost | Montreal, Québec Region Kanada                                   |
| Houston, Texas Region Südwest         | Guatemala-Stadt, Guatemala Region Lateinamerika                  |
| Lemon Grove, Kalifornien Region West  |                                                                  |
| Grand Rapids, Michigan Region Zentral |                                                                  |

## Ergebnisse
Die Teams wurden in zwei Gruppen eingeteilt. Jeder spielte gegen Jeden in seiner Gruppe, die beiden Ersten spielten gegeneinander den Finalplatz aus.

### Vorrunde

#### Gruppe A
| Platz | Region        | W | L | %     |
| ----- | ------------- | - | - | ----- |
| 1.    | Lateinamerika | 3 | 0 | 1.000 |
| 2.    | Zentral       | 2 | 2 | 0.500 |
| 3.    | Ost           | 2 | 2 | 0.500 |
| 4.    | Gastgeber     | 1 | 2 | 0.333 |
| 5.    | Kanada        | 1 | 3 | 0.250 |

| Datum      | Zeit  | Stadion           | Begegnung     | Begegnung | Begegnung     | Ergebnis |
| ---------- | ----- | ----------------- | ------------- | --------- | ------------- | -------- |
| 12. August | 12:00 | Mansfield Stadium | Kanada        | –         | Gastgeber     | 0:9      |
| 12. August | 20:00 | Mansfield Stadium | Ost           | –         | Zentral       | 6:7      |
| 13. August | 17:00 | Mansfield Stadium | Gastgeber     | –         | Zentral       | 5:8      |
| 13. August | 20:00 | Mansfield Stadium | Lateinamerika | –         | Kanada        | 10:0     |
| 14. August | 13:00 | Mansfield Stadium | Zentral       | –         | Lateinamerika | 1:6      |
| 14. August | 17:00 | Mansfield Stadium | Gastgeber     | –         | Ost           | 0:11     |
| 15. August | 10:00 | Mansfield Stadium | Zentral       | –         | Kanada        | 3:4      |
| 15. August | 20:00 | Mansfield Stadium | Ost           | –         | Lateinamerika | 2:12     |
| 16. August | 13:00 | Mansfield Stadium | Kanada        | –         | Ost           | 2:3      |
| 16. August | 17:00 | Mansfield Stadium | Lateinamerika | –         | Gastgeber     | abgesagt |

#### Gruppe B
| Platz | Region        | W | L | %     |
| ----- | ------------- | - | - | ----- |
| 1.    | West          | 4 | 0 | 1.000 |
| 2.    | Südost        | 3 | 1 | 0.750 |
| 3.    | Südwest       | 2 | 2 | 0.500 |
| 4.    | EMEA          | 1 | 3 | 0.250 |
| 5.    | Asien-Pazifik | 0 | 4 | 0.000 |

| Datum      | Zeit  | Stadion           | Begegnung     | Begegnung | Begegnung     | Ergebnis |
| ---------- | ----- | ----------------- | ------------- | --------- | ------------- | -------- |
| 12. August | 17:30 | Mansfield Stadium | Südwest       | –         | Asien-Pazifik | 14:0     |
| 12. August | 14:30 | Mansfield Stadium | Südost        | –         | West          | 3:4      |
| 13. August | 10:00 | Mansfield Stadium | West          | –         | Asien-Pazifik | 15:2     |
| 13. August | 13:00 | Mansfield Stadium | EMEA          | –         | Südwest       | 3:15     |
| 14. August | 10:00 | Mansfield Stadium | Asien-Pazifik | –         | EMEA          | 0:2      |
| 14. August | 20:00 | Mansfield Stadium | Südwest       | –         | Südost        | 0:2      |
| 15. August | 13:00 | Mansfield Stadium | Asien-Pazifik | –         | Südost        | 1:5      |
| 15. August | 17:00 | Mansfield Stadium | EMEA          | –         | West          | 4:5      |
| 16. August | 10:00 | Mansfield Stadium | Südost        | –         | EMEA          | 13:2     |
| 16. August | 20:00 | Mansfield Stadium | West          | –         | Südwest       | 9:1      |

### Finalrunde
|  | Halbfinale       | Halbfinale |                  |         | Weltmeisterschaft | Weltmeisterschaft |
|  |                  |            |                  |         |                   |                   |
|  | 17. August       |            |                  |         |                   |                   |
|  | A1 Lateinamerika | 5          |                  |         |                   |                   |
|  | B2 Südost        | 2          |                  |         | 18. August        | 18. August        |
|  |                  |            | A1 Lateinamerika | 6       |                   |                   |
|  | 17. August       | 17. August |                  | B1 West | 3                 |                   |
|  | B1 West          | 6          |                  |         |                   |                   |
|  | A2 Zentral       | 1          |                  |         |                   |                   |
|  |                  |            |                  |         |                   |                   |

## Weblink
- Offizielle Webseite der Senior League World Series